# Hylotrema pennsylvaniensis
Hylotrema pennsylvaniensis är en plattmaskart. Hylotrema pennsylvaniensis ingår i släktet Hylotrema och familjen Macroderoididae. Inga underarter finns listade i Catalogue of Life.